# Top managers
Association de malfaiteurs è una commedia francese del 1987 diretta da Claude Zidi. 

## Complotto
Thierry, Gérard, Francis e Daniel, amici ed ex colleghi dell'HEC Paris, partecipano ad una serata organizzata dalla scuola. Gérard e Thierry sono soci in affari accusati di aver derubato la cassaforte di un ricco magnate in questa sitcom. Uno scherzo fallisce quando i due fanno credere al collega Daniel di aver vinto alla lotteria. Il proprietario della cassaforte chiama la polizia, che dà la caccia ai due intriganti. I due rapinano una seconda volta la cassaforte per coprire la perdita del denaro rubato nella prima rapina. Monique è la sensuale commissaria di polizia ed ex amante della vittima della rapina che indaga sullo strano caso.

## Produzione
- François Cluzet nel ruolo di Thierry
- Christophe Malavoy nel ruolo di Gerard
- Véronique Genest nel ruolo di Monique Lemercier
- Jean-Claude Leguay nel ruolo di Daniel
- Jean-Pierre Bisson nel ruolo di Bernard Hassler
- Claire Neabout nel ruolo di Claire
- Gérard Lecaillon nel ruolo di Francisco